# Фёдоров, Игорь Витальевич
Игорь Витальевич Федоров (род. 29 апреля 1963, Москва, СССР) — российский поэт.

## Биография
Родился в семье строителей. Отец — бульдозерист, мать — крановщица. Окончил ТХТУ ( Театральное художественно-техническое училище). Служил в Советской Армии, где был киномехаником и почтальоном. Работал мотористом, рабочим сцены в Большом театре, актёром театра «Арлекин» и детского театра «Антреприза».
Один из лучших Дедов Морозов и Бармалеев Москвы. С конца 90-х годов вместе с Константином Гадаевым и Михаилом Кукиным входит в поэтическое содружество КуФёГа, иногда именуемое критикой «Коньковская школа».
«Авторы „коньковской школы“ обладают своеобразным секретом зрения, в результате которого буквально каждая деталь Божьего мира (вплоть до мелких и примитивных) становится аргументом в пользу осмысленности целого. (…) Каждый поэт находит свой ракурс бессмертия».
Л. Костюков «Попытка счастья» («Независимая газета» 2005 г.)
Публикуется в журнале «Знамя» с 2001 года.
Автор трех сборников стихов: «СТИХИ ИГОРЯ ФЁДОРОВА», «ПРАВЫЙ БОТИНОК» и «ПОЭТ ПЕНДЮРКИН».
«Стихи Федорова напоминают не только и не столько современную ироническую поэзию в диапазоне от И. Иртеньева до В. Вишневского. У иронистов главный персонаж обязательно аттестует себя „гениальным“ поэтом (уж не знаю, откуда такое правило, но это — как закон: что ни иронический поэт — то игровой „гений“). Герой Федорова скромен, прозрачен и, можно сказать, душевно чист».
А.Анпилов «Гроза в Коньково» (журнал «НЛО» 2006 г.)
«Фёдоров поэт не то чтобы именно московский, хотя родился и живёт в Москве, пишет о Москве (но о Москве не Третьяковской галереи и Кремля, а окраин, спальных районов, пригородных чахлых лесочков), он — поэт большого города. Его герой — человек в мегаполисе. (…)
Фёдоров выбрал для своих стихов внешне очень непритязательную форму, нашёл вроде бы предельно простую интонацию. Но удержаться на узкой тропке между стёбом и глубокомыслием, искренностью и игрой в искренность, словесными находками и смакованием этих находок крайне тяжело. Пока автор, по-моему, удерживает равновесие».
Р. Сенчин «Мелодия спальных районов» («Литературная Россия» 2005 г.)
В 2006 году по заказу Комитета по делам культуры и кинематографии был снят документальный фильм о поэте Игоре Фёдорове «ФОРТЕ, ПЬЯНО И ПО КРУГУ…» (студия «НЕЦКЕ», сценарист и режиссёр К. Гадаев).
С 2009 года участвует в создании Музея-мастерской выдающегося скульптора Лазаря Гадаева (1938—2008).

## Сочинения
- Стихи Игоря Федорова: Стихи / Игорь Федоров. — Москва : Изд-во Н. Филимонова, 2005.
- Фёдоров Игорь. Правый ботинок. — М.: Изд-во Н. Филимонова, 2010. — 52 с. — ISBN 978-5-85383-450-7.
- Поэт Пендюркин: Книга стихов / Игорь Федоров. — Москва : Изд-во Н. Филимонова, 2013.